# 懷特沃特 (加利福尼亞州)
懷特沃特（英語：Whitewater）是位於美國加利福尼亞州河濱縣的一個人口普查指定地區。

## 地理
懷特沃特的座標為33°56′08″N 116°41′14″W / 33.93556°N 116.68722°W，而該地最高點為海拔高度480米（即1575英尺）。

## 人口
根據2010年美國人口普查的數據，懷特沃特的面積為25.569平方千米，均為陸地。當地共有人口859人，而人口密度為每平方千米33人。